# Paranura sexpunctata
Paranura sexpunctata är en urinsektsart som beskrevs av Axelson 1902. Paranura sexpunctata ingår i släktet Paranura och familjen Neanuridae. Arten är reproducerande i Sverige. Inga underarter finns listade i Catalogue of Life.